# Masacre de Maraghar
La Masacre de Maraghar tuvo lugar el 10 de abril de 1992, durante la Guerra de Nagorno Karabaj, un conflicto en el cual las fuerzas azerís estuvieron implicadas en actos de limpieza étnica sobre población civil. Según Caroline Cox, que observó el daño y entrevistó a testigos presenciales, las fuerzas azeríes atacaron la ciudad armenia de Maraghar, decapitando cerca de cuarenta y cinco aldeanos armenios, quemando y saqueando la ciudad y secuestrando a cerca de cien mujeres y niños. Los habitantes de Maraghar que fueron conducidos fuera de la ciudad después del ataque no pudieron volver a su aldea después del alto el fuego de 1994, porque el área todavía estaba bajo control azerí.
Maraghar: el nombre de este pueblo está asociado con una masacre de la que nunca llegó a los titulares del mundo, aunque al menos 45 armenios murieron cruelmente. 

Durante la misión de CSI en abril en Nagorno-Karabaj, que difundió la noticia a través de una aldea en el norte, en la región de Martakert, habían sido invadidos por los turcos azeríes, el 10 de abril y se había producido un número de civiles muertos. Un grupo fue a la obtención de pruebas y se encontró con los supervivientes de un pueblo en un estado de shock, con escasez en sus hogares todavía humeantes, restos de cadáveres y vértebras todavía en el terreno, donde la gente tenía la cabeza cortada y aserrada, y sus cuerpos quemados en delante de sus familiares. 45 personas han sido asesinadas y 100 han desaparecido, posiblemente sufriendo un destino peor que la muerte. Con el fin de verificar las historias, la delegación pidió a los aldeanos exhumar los cuerpos que ya habían enterrado. Con gran angustia, lo hicieron, lo que permite que se adopten las fotografías de los decapitados y cuerpos carbonizados. Más tarde, cuando se les preguntó acerca de la divulgación de la tragedia, ellos respondieron que eran reacios a hacer lo mismo 'que los armenios no son muy buenos a mostrar nuestro dolor para el mundo'.